# Graciela Muslera

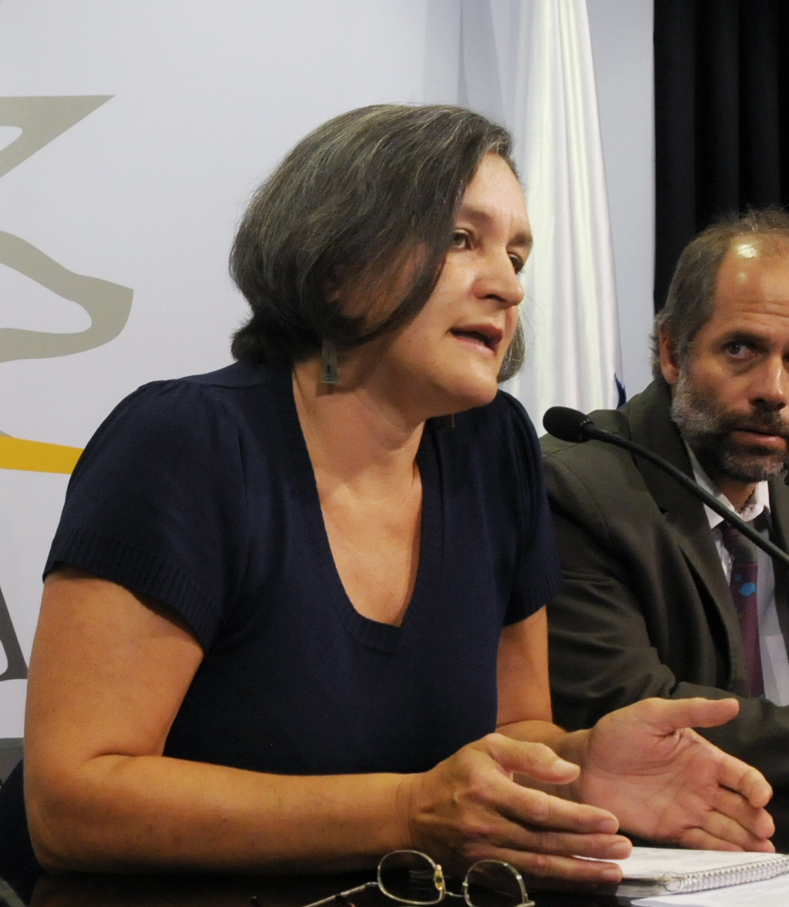
Graciela Muslera (2010)

Graciela Muslera Méndez (* 14. April 1963 in Montevideo) ist eine uruguayische Politikerin.
Die Architektin, die in der Endphase der von 1973 bis 1985 dauernden uruguayischen zivil-militärischen Diktatur als kommunistische Aktivistin der Unión de Juventudes Comunistas angehörte, diese Partei aber zu Beginn der 1990er Jahre verließ, ist Mitglied der Movimiento de Participación Popular (MPP). Zwischen 2000 und 2005 war sie im Sekretariat der Senatorin und Frau José Mujicas Lucía Topolansky tätig. 2007 wurde sie dann zur Vizepräsidentin der Agencia Nacional de Vivienda (ANV) ernannt. Muslera übernahm als Mitglied der Frente Amplio am 1. März 2010 die Leitung des Ministeriums für Wohnungsbau, Raumordnung und Umwelt von Carlos Colacce. Anfang Juni 2012 wurde sie im Ministeramt von Francisco Beltrame abgelöst.